# Sparisoma frondosum
Sparisoma frondosum là một loài cá biển thuộc chi Sparisoma trong họ Cá mó. Loài này được mô tả lần đầu tiên vào năm 1831.

## Từ nguyên
Tính từ định danh của loài trong tiếng Latinh có nghĩa là "phân nhánh", hàm ý đề cập đến các lỗ phân nhánh trên vảy đường bên của chúng.

## Phạm vi phân bố và môi trường sống
Trước đây, S. frondosum được xác định nhầm là Sparisoma chrysopterum vì cá cái và đực của hai loài thoạt nhìn có kiểu hình khá giống nhau. Moura và cộng sự (2001) đã xác nhận lại rằng S. frondosum là một loài đặc hữu của Brasil, nhưng sau đó được ghi nhận thêm tại bờ biển Venezuela, Leeward Antilles (chuỗi đảo phía nam Tiểu Antilles), Trinidad và Tobago và Grenada.
Ở Brasil, từ rạn san hô Manoel Luis, S. frondosum được ghi nhận trải dài đến bờ biển bang Santa Catarina, cũng như các đảo đại dương ngoài khơi, gồm Fernando de Noronha, đảo san hô Rocas, Trindade và Martin Vaz và quần đảo São Pedro và São Paulo.
Ngoài ra, nhiều cá thể S. frondosum cũng đã được quan sát và thu thập ở Cabo Verde, đảo quốc ở Đông Đại Tây Dương, được suy đoán là do hải lưu ngược dòng xích đạo (Equatorial Countercurrent) đã đưa loài này từ Brasil sang Cabo Verde.
S. frondosum sống gần các rạn san hô, mỏm đá ngầm mọc đầy tảo hoặc trong thảm cỏ biển ở độ sâu đến ít nhất là 54 m.

## Mô tả
S. frondosum có chiều dài cơ thể tối đa được ghi nhận là 36,8 cm. S. frondosum đực và cái đều có một đốm sáng màu ở phần trên của cuống đuôi. Cá đực trưởng thành của S. frondosum không có dải lưỡi liềm màu đỏ ở rìa vây đuôi, một vùng màu ngọc lam bao quanh gốc vây ngực, và vệt màu vàng trên gốc vây ngực như S. chrysopterum. Trừ vây ngực, các vây còn lại ở S. frondosum cái và đực đang lớn đều có màu đỏ, trong khi các vây này ở S. chrysopterum lại màu nâu.
Cá đực và cá cái S. frondosum đều có vảy lớn. Mống mắt màu đỏ. Cá đực trưởng thành có màu ô liu ở hai bên thân; màu xanh lục lam trên đầu, dọc theo vùng lưng và cuống đuôi. Đầu có các vệt sọc đỏ. Cá đực đang lớn và cá cái có màu nâu đỏ, thường lốm đốm các vệt trắng.
Số gai vây lưng: 9; Số tia vây ở vây lưng: 10; Số gai vây hậu môn: 3; Số tia vây ở vây hậu môn: 9.

## Sinh thái học
Thức ăn của S. frondosum chủ yếu là tảo. Như những loài Sparisoma khác, S. axillare là một loài lưỡng tính tiền nữ, tức cá cái có thể chuyển đổi giới tính thành cá đực vào một thời điểm nào đó trong đời. Chúng sinh sản quanh năm.
Các loài cá mó thường dùng phiến răng để cạo lấy tảo bám trên bề mặt đá và san hô. Ở Fernando de Noronha, các rạn san hô của khu vực này được cấu thành từ đá bazan, cứng hơn nhiều so với calci cacbonat (thành phần chính cấu tạo nên hầu hết các rạn san hô khác) nên dễ làm hư tổn đến răng của S. frondosum và hai loài Sparisoma khác là Sparisoma amplum và Sparisoma axillare. Tổn thương răng chỉ được ghi nhận ở cá trưởng thành của 3 loài này, với hai dạng tổn thương được ghi nhận là gãy răng và toàn bộ phiến răng nhô ra khỏi miệng.

## Thương mại
S. frondosum được nhắm mục tiêu đánh bắt trong ngành thủy sản thương mại và cũng được nuôi làm cá cảnh.

### Trích dẫn
- "A new parrotfish (Scaridae) from Brazil, and revalidation of Sparisoma amplum (Ranzani, 1842), Sparisoma frondosum (Agassiz, 1831), Sparisoma axillare (Steindachner, 1878) and Scarus trispinosus Valenciennes, 1840" (PDF). Bulletin of Marine Science. Quyển 68 số 3. 2001. tr. 505–524. {{Chú thích tạp chí}}: Đã bỏ qua tham số không rõ |authors= (trợ giúp)